# Thelocactus hexaedrophorus
Thelocactus hexaedrophorus är en kaktusväxtart som först beskrevs av Lem., och fick sitt nu gällande namn av Nathaniel Lord Britton och Joseph Nelson Rose. Thelocactus hexaedrophorus ingår i släktet Thelocactus och familjen kaktusväxter.

## Underarter
Arten delas in i följande underarter:
- T. h. hexaedrophorus
- T. h. lloydii

## Bildgalleri

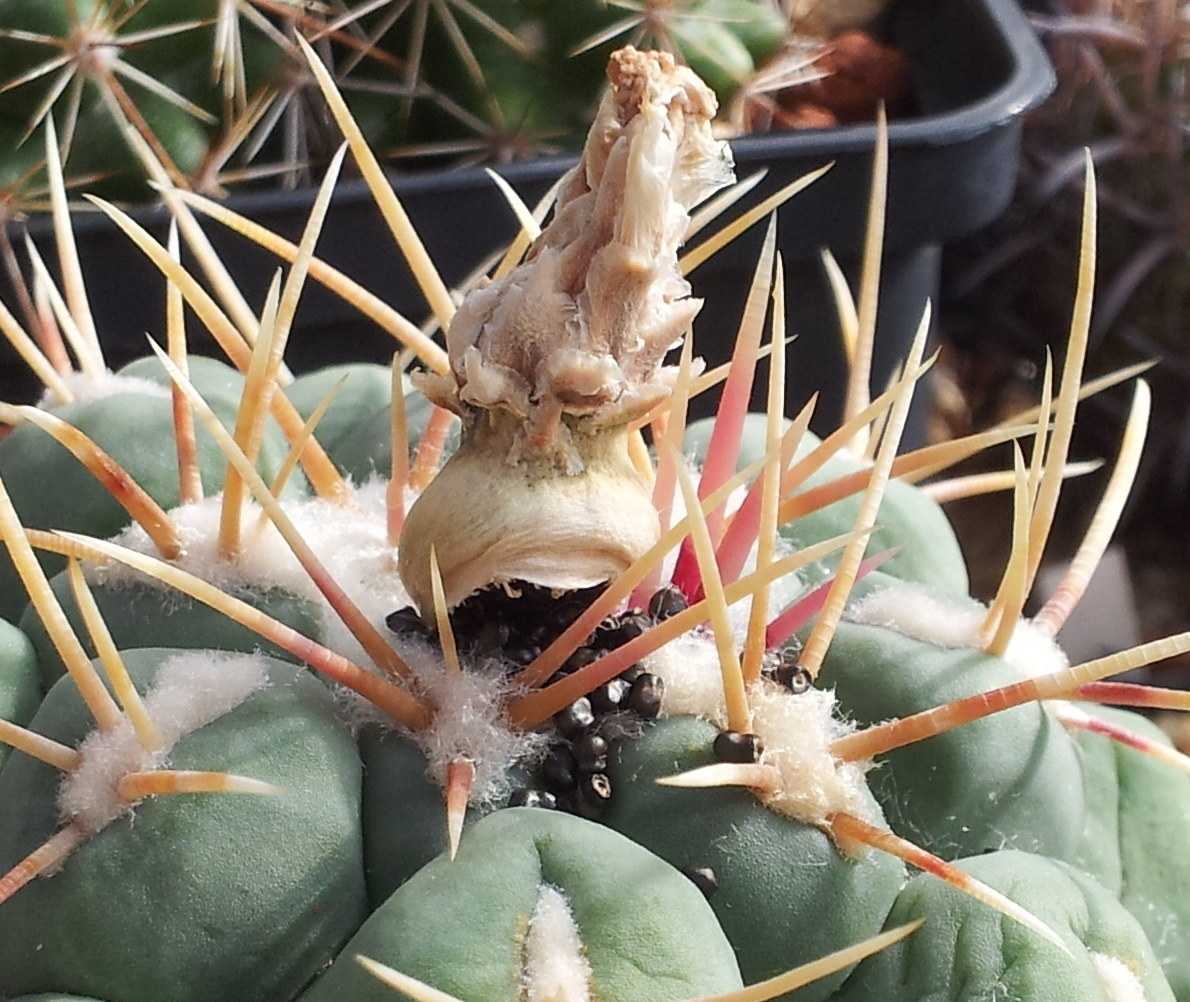
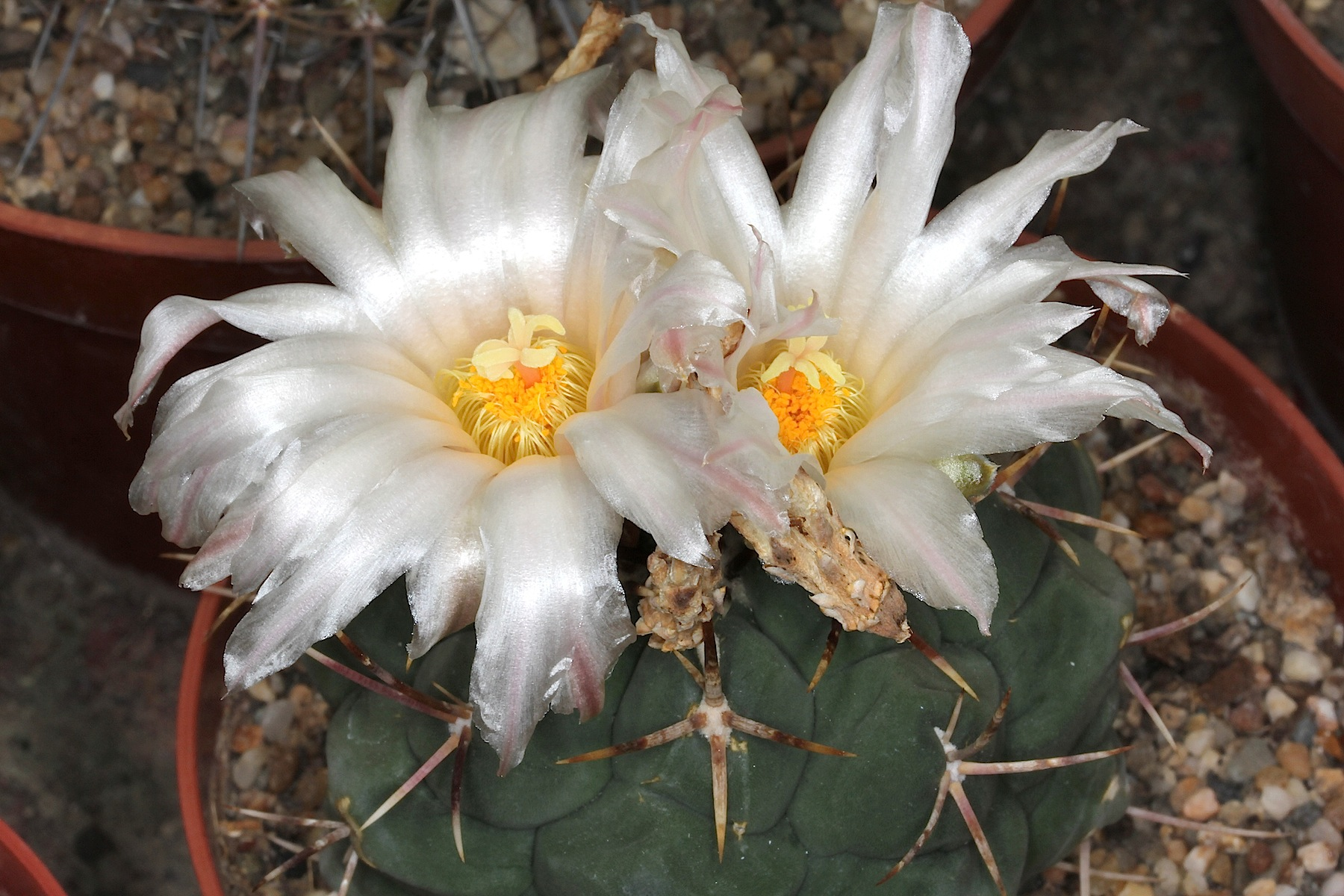
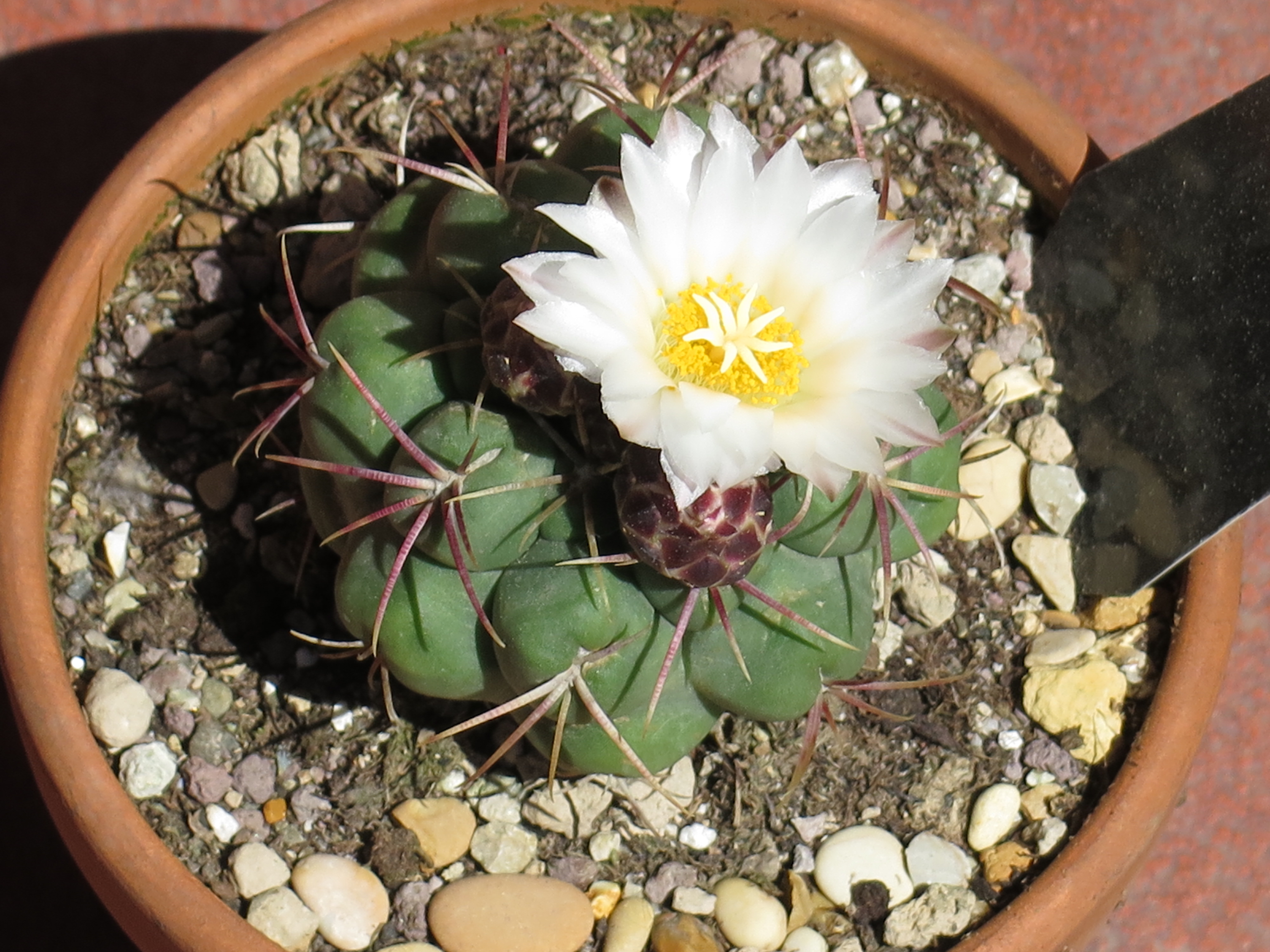